# Paul von Roth

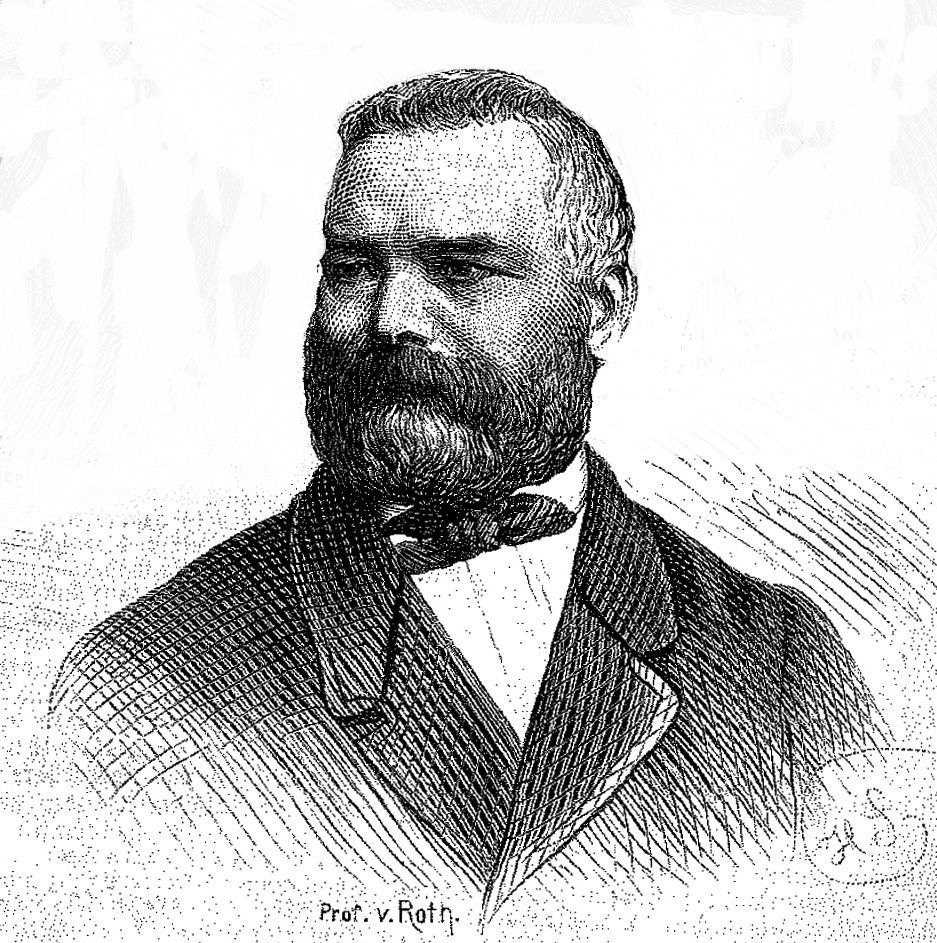
Paul von Roth

Paul Rudolf von Roth (* 11. Juli 1820 in Nürnberg; † 29. März 1892 in München) war ein deutscher Rechtswissenschaftler.

## Leben
Paul von Roth war zweiter Sohn des königlich bayerischen Staatsrats Friedrich von Roth. Nach dem Gymnasialabschluss 1836 am (heutigen) Wilhelmsgymnasium München begann er mit 16 Jahren das Studium der Rechtswissenschaften an der Universität München. 1840 trat er in den Vorbereitungsdienst für den bayerischen Justizdienst ein und bestand im Oktober 1842 mit der Note der „ausgezeichneten Befähigung“ die „praktische Concursprüfung für Staatsdienstaspiranten“. Nach einigen Jahren der praktischen Tätigkeit promovierte er 1848 an der Universität Erlangen mit einer Arbeit Über der Entstehung der Lex Bajuvariorum. Im gleichen Jahr habilitierte er an der Universität München mit seiner Arbeit zur Krongutsverleihungen unter den Merowingern und erhielt die Venia legendi. Nach einer zweijährigen Tätigkeit als Privatdozent wechselt er als außerordentlicher Professor der Rechte an die Universität Marburg, 1853 als ordentlicher Professor an die Universität Rostock und 1858 an der Universität Kiel. Mit Adolf A. F. Rudorff, Hugo Böhlau und Georg Bruns begründete er 1861 die Zeitschrift für Rechtsgeschichte, die er mit einer programmatischen Bestandsaufnahme über Die rechtsgeschichtlichen Forschungen seit Eichhorn eröffnete.
1863 kehrte er schließlich als Nachfolger Bluntschlis nach München zurück, wo er deutsches Privatrecht, deutsche Reichs- und Rechtsgeschichte, Staatsrecht sowie seit 1867 auch bayerisches Landrecht lehrte. 1866 wurde er zusätzlich zum Oberbibliothekar der Universitätsbibliothek ernannt. Als Mitglied der Bundesrats-Kommission zur Erarbeitung eines gesamtdeutschen bürgerlichen Gesetzbuches verlegte er 1881 seinen Wohnsitz zeitweilig nach Berlin. Im Jahre 1888 kehrte er nach München zurück. 1890 beendete er seine Lehrtätigkeit und starb 1892 an den Folgen eines Schlaganfalls.

## Wirken
In Roths frühem Werk verbinden sich rechtshistorische und rechtsdogmatische Perspektiven. In seiner Geschichte des Benefizialwesens (1850) führte er die 1863 in Feudalität und Unterthanenverband vertiefte These aus, dass die Herrschafts- und Gesellschaftsverfassung der germanisch-fränkischen Verbandsbildungen geprägt durch die „gleiche Berechtigung aller Freyen“ worden sei. Diese Konzeption einer ursprünglichen „Gemeinfreiheit“, die erst in karolingischer Zeit verdrängt worden sei, hat die Diskussion über die Entstehung von Adel und Lehenswesen im mittelalterlichen Europa bis heute geprägt.
Umfassende textkritische Materialerfassung und systematische Ordnung kennzeichnen Roths Arbeiten zum geltenden Recht. 1858 veröffentlichte er mit Victor von Meibom das Kurhessische Privatrecht unter Berücksichtigung der umfangreichen Rechtsprechungspraxis. In seiner Münchener Zeit schuf er mit seinem Bayerischen Civilrecht (1871/75) die erste umfassende systematische Darstellung des Privatrechts in Bayern. Im System des Deutschen Privatrechts (3 Bde., 1881–1886) weitete er diesen Ansatz auf ganz Deutschland aus und verschmolz die sonst stets voneinander getrennt betrachteten Regeln des ius commune, des deutsch-germanischen Rechtskreises und der Landesgesetzgebung zu einer darstellerischen Einheit.
Roth war überzeugt, dass das deutsche Privatrecht auf der Vielfalt seiner regionalen Traditionen beruhe und eine zentralstaatliche gesetzgeberische Kodifikation „weder erforderlich noch nützlich noch ausführbar sei“, wovon er seit 1870 – zunächst in Untersuchungen zum ehelichen Güterrecht – abrückte. In der Folge wurde Roth 1874 auf Vorschlag Bayerns zusammen mit Gottfried Schmitt durch den Bundesrat des Deutschen Kaiserreichs zum Mitglied der elfköpfigen ersten Kommission zur Entwicklung eines Deutschen Bürgerlichen Gesetzbuches berufen. Obwohl er dieser Kommission bis zu ihrer Auflösung (1888) angehört, setzte er kaum gestalterische Akzente, seine Werke lieferten dagegen wichtige Materialgrundlagen.
Roth zählt durch die systematische, aber stets quellennahe Erschließung ungeheurer Textmassen, die souveräne Überbrückung der überkommenen Trennung von Germanistik und Romanistik und nicht zuletzt aufgrund der Vielfalt der von ihm gewählten Themenstellungen zu den wichtigsten Vertretern der geschichtlichen Rechtswissenschaft im 19. Jahrhundert.

## Ehrungen und Auszeichnungen
- 1852 Mitglied der königlich bayerischen Akademie der Wissenschaften[5][8]
- 1872 Bayerischer Maximiliansorden für Wissenschaft und Kunst[9]
- Verdienstorden vom Heiligen Michael II. Klasse[10]
- Ritter des Verdienstordens der Bayerischen Krone, verbunden mit dem persönlichen Adel[10]
- Inhaber des königlich preußischen Kronenordens II. Klasse[10]

## Werke
- Literatur von Paul von Roth im Katalog der Deutschen Nationalbibliothek
- Literatur von Paul von Roth in der Bayerischen Staatsbibliothek München
- Ueber Entstehung der Lex Bajuvariorum. eine Inaugural-Abhandlung. Kaiser, München 1848, LCCN 77-569645 (Zugl.: Diss.).
- Die Kronguts-Verleihungen unter den Merowingern. Weiß, München 1848, urn:nbn:de:bvb:12-bsb10851533-4 (Habilitationsschrift Universität München).
- Geschichte des Beneficialwesens von den ältesten Zeiten bis ins zehnte Jahrhundert. Palm und Enke, Erlangen 1850, LCCN 02-017734, urn:nbn:de:bvb:12-bsb10413768-8.
- Mecklenburgisches Lehenrecht. Stiller, Rostock 1858. Digitalisat
- Feudalität und Unterthanenverband. Böhlau, Weimar 1863.
- Zur Geschichte des Bayrischen Volksrechtes. Festschrift zum 50jährigen Dienstjubiläum des Herrn Geheimen Rathes Prof. Dr. von Bayer überreicht am 1. Mai 1869 von der Juristischen Fakultät der Universität München. Straub, München 1869, LCCN 35-033722, urn:nbn:de:bvb:12-bsb10335000-3.
- Bayrisches Civilrecht. 1. Teil. Laupp, Tübingen 1871 (digitale-sammlungen.de).
- Bayrisches Civilrecht. 2. Teil. Laupp, Tübingen 1872 (digitale-sammlungen.de).
- Bayrisches Civilrecht. 3. Teil. Laupp, Tübingen 1875 (digitale-sammlungen.de).
- System der deutschen Privatrechts. 3 Bände. Laupp, Tübingen (1880–1886).